# Wendi Henderson
Wendi Henderson, född 16 juli 1971, är en nyzeeländsk fotbollsspelare som spelat i landslaget. Debuten i landslaget kom i en match mot Hawaii den 12 december 1987, en match som Nya Zeeland vann med 3-0. 1991 deltog hon i Världsmästerskapet i fotboll i Kina, där Nya Zeeland gick till final. Hon deltog även i samma turnering 2008. Hon blev då den första nyzeeländska spelare som representerat sitt land i två världsmästerskap.